# Miličín
Miličín (en allemand : Miltschin) est une commune du district de Benešov, dans la région de Bohême-Centrale, en République tchèque. Sa population s'élevait à 821 habitants en 2020.

## Géographie
Miličín se trouve à 10 km à l'est de Sedlec-Prčice, à 24 km au sud de Benešov et à 59 km au sud-sud-est de Prague.
La commune est limitée par Smilkov et Neustupov au nord, par Oldrichov à l'est, par Nová Ves u Mladé Vožice, Nemyšl et Mezno au sud, et par Červený Újezd à l'ouest.

## Histoire
La première mention écrite de la localité date de 1283.